# Diagonal Zero Zero
Diagonal Zero Zero est un gratte-ciel de Barcelone, en Espagne,. Il abrite le siège catalan de la compagnie Telefónica.